# Mohamed Mashally
 (novembre 2022).
Mohamed Mashally (1944 — 28 juillet 2020), surnommé le médecin des pauvres, est un médecin égyptien connu pour soigner les patients pauvres presque gratuitement. La carrière de Mashally en tant que médecin a duré plus de 50 ans,.

## Biographie
Mashally nait en 1944 dans le village de Dhahr El Temsah dans le gouvernorat de Beheira au nord de l'Égypte. Son père était enseignant. La famille déménage ensuite à Tanta dans et Mashally étudie à faculté de médecine Qasr Al-Eini se spécialisant en médecine interne, en pédiatrie et en maladies infectieuses.
En 1975, Mashally ouvre une clinique à Gharbia où il ne facturait aux patients que 5 livres égyptiennes pour les examens médicaux. La clinique, qui est restée ouverte pendant de nombreuses années, n'a augmenté ses tarifs qu'à 10 £, Mashally offrant fréquemment des examens gratuits aux patients pauvres.
Mohamed Mashally meurt le 28 juillet 2020 à Tanta et est enterré dans son gouvernorat natal de Beheira.